# Slavuta (huyện)
Huyện Slavuta (tiếng Ukraina: Славутський район, chuyển tự: Slavutas’kyi raion) là một huyện của tỉnh Khmelnytskyi thuộc Ukraina. Huyện Slavuta có diện tích 1163 km², dân số theo điều tra dân số ngày 5 tháng 12 năm 2001 là 37424 người với mật độ 32 người/km2. Trung tâm huyện nằm ở Slavuta.